# Тридесет четврта изложба УЛУС-а (1962)
Тридесет четврта изложба УЛУС-а (1962) је трајала од 10. до 20. новембра 1962. године. Одржана је у галеријском простору Удружења ликовних уметника Србије, односно у Уметничком павиљону "Цвијета Зузорић", у Београду.

## О изложби
Плакат и каталог изложбе је израдио Едуард Степанчић.
Радове за изложбу је одабрао Уметнички савет Удружења ликовних уметника Србије, у саставу:
Сликарска секција
1. Михаило С. Петров
2. Јефто Перић
3. Божидар Продановић
4. Радомир Дамњановић
5. Бранислав Протић

## Излагачи

### Сликарство
1. Даница Антић
2. Радомир Антић
3. Арпад Балаж
4. Никола Бешевић
5. Славољуб Богојевић
6. Војтех Братуша
7. Милена Велимировић
8. Душко Вијатов
9. Лазар Вујаклија
10. Миодраг Вујачић
11. Бета Вукановић
12. Драга Вуковић
13. Ратомир Глигоријевић
14. Александар Грбић
15. Радомир Дамњановић
16. Дана Докић
17. Милан Ђокић
18. Заре Ђорђевић
19. Ксенија Илијевић
20. Иван Јакобџић
21. Љубодраг Јанковић
22. Мирјана Јанковић
23. Богдан Јовановић
24. Гордана Јовановић
25. Милош Јовановић
26. Јарослав Кандић
27. Богомир Карлаварис
28. Чедомир Крстић
29. Мајда Курник
30. Боривој Ликић
31. Шана Лукић
32. Мома Марковић
33. Душан Миловановић
34. Живорад Милошевић
35. Драгутин Митриновић
36. Светислав Младеновић
37. Марклен Мосијенко
38. Миодраг Нагорни
39. Живорад Настасијевић
40. Лепосава Ст. Павловић
41. Илија Пауновић
42. Јефто Перић
43. Градимир Петровић
44. Јелена Петровић
45. Јелисавета Ч. Петровић
46. Миодраг Петровић
47. Милорад Пешић
48. Гордана Поповић
49. Ђорђе Поповић
50. Мирко Почуча
51. Божидар Продановић
52. Бранко Протић
53. Иван Радовић
54. Милутин Радојичић
55. Веселин Радојковић
56. Ђура Радоњић
57. Милан Радоњић
58. Радомир Рељић
59. Светозар Самуровић
60. Љубица Сокић
61. Феђа Соретић
62. Слободан Сотиров
63. Бранко Станковић
64. Милић Станковић
65. Боривоје Стевановић
66. Едуард Степанчић
67. Мирко Стефановић
68. Живко Стојсављевић
69. Рафаило Талви
70. Тајтана Тарновски
71. Деса Томановић Пантелић
72. Стојан Трумић
73. Милорад Ћирић
74. Славољуб Чворовић
75. Мила Џокић
76. Томислав Шебековић